# 42 Entertainment
42 Entertainment è un'azienda statunitense fondata nel 2003 e specializzata negli alternate reality game (ARG).
I manager che fondarono l'azienda avevano collaborato insieme per realizzare The Beast per Warner Bros., un alternate reality game sviluppato da Microsoft e impiegato per la promozione del film diretto da Steven Spielberg A.I. - Intelligenza artificiale (2001). Nel 2003 l'azienda venne fondata con il nome di 4orty 2wo Entertainment, e nel 2006 si fuse con 3 Pin Media.
Nel 2004 42 Entertainment realizzò I Love Bees, prequel del videogioco Halo 2, e nel 2006 creò Dead Man's Tale, gioco interattivo per Windows Messenger basato sulla saga Pirati dei Caraibi. Nel 2007 realizzò The Vanishing Point per la promozione di Windows Vista, e l'anno successivo organizzò Why So Serious?, ARG per il film campione d'incassi Il cavaliere oscuro (2008).